# Tsukuyomi – Moon Phase
Tsukuyomi – Moon Phase (jap. 月詠 -MOON PHASE-) ist ein Manga von Keitarō Arima, der auch als Anime-Fernsehserie umgesetzt wurde. Der Hauptcharakter Hazuki ist ein junges Vampirmädchen mit einer Vorliebe für Lolita-Stil.

## Handlung
Morioka Kōhei möchte Fotograf werden, jedoch hat er das Pech, dass ungewollt Geister auf seinen Fotos zu sehen sind. Eines Tages besucht er, im Auftrag vom „Magazin für Übernatürliches“, ein altes Schloss in Deutschland, genauer gesagt im Schwarzwald. Er hat den Auftrag Fotos von übernatürlichen Ereignissen zu machen. Obwohl er selbst diese nicht sehen kann, sieht man diese anschließend auf seinen Fotos. Eines Nachts sieht er dort ein Vampir-Mädchen. Als er sie fotografiert, stellt er anschließend fest, dass sie gar nicht auf dem Foto erscheint, weswegen er beschließt sie noch einmal zu sehen. Also geht er zurück zum Schloss und versucht in dieses zu gelangen. Jedoch ist er der Einzige, welcher in das Schloss gelangen kann, denn dieses wird durch eine unsichtbare magische Barriere geschützt, welche niemanden rein oder raus lässt. Er kann diese durchdringen, da er gegenüber von magischen und spirituellen Dingen unempfindlich ist. Im Schloss trifft er dann wieder auf das Vampir-Mädchen. Sie nennt ihn onii-sama (verehrter älterer Bruder) und stellt sich mit dem Namen Hazuki vor. Sie stammt ursprünglich aus Japan, jedoch möchte sie nicht erzählen, was sie in Deutschland macht. Er findet heraus, dass Hazuki gegen ihren Willen in diesem Schloss festgehalten wird. Sie versucht Kōhei zu ihrem Diener zu machen, indem sie sein Blut saugt. Daraufhin soll er den Gegenstand zerstören, der sie in dem Schloss festhält. Wenngleich Kohei immun gegenüber dem Vampir-Fluch ist, hilft er ihr zu entkommen. Hazuki kann erfolgreich aus dem Schloss fliehen und verlässt dieses in Richtung Japan, um dort ihre Mutter zu suchen.
Als sie in Japan ankommt, geht sie zu Kōheis Haus, in dem er zusammen mit seinem Großvater lebt. Dieser erlaubt, dass Hazuki bei ihnen leben darf. Wegen seiner eigenen Kindheitserfahrungen entschließt sich Kōhei Hazuki bei ihrer Aufgabe zu helfen.
Dennoch versuchen andere Vampire, wie Elfriede und Graf Kinkell, Hazuki aus Japan zurückzuholen. Dabei schrecken sie vor nichts zurück.

## Charaktere
Hazuki (葉月) ist ein junges Vampirmädchen. Sie ist ziemlich naiv, jedoch macht genau das sie so liebenswert. Sie besitzt die Fähigkeit mit Blick in die Augen einer Person Gedankenkontrolle auszuführen. Also der Person einen Auftrag erteilen, welche sie dann willenlos ausführt. Sie hat auch eine zweite Persönlichkeit mit dem Namen Luna, welche nur zum Vorschein kommt, wenn Vollmond ist. Luna ist ein ernster und dunkler Charakter, der im Gegensatz zu Hazukis fröhlichem Wesen steht.
Kōhei Morioka (森丘 耕平) ist ein Fotograf, welcher Geister und Seelen für ein Magazin über Übernatürliches fotografiert. Er ist ziemlich unempfindlich gegenüber übernatürlichen Dingen, was ihn dagegen fast unverwundbar macht. Des Weiteren ist er ebenfalls immun gegenüber Hazukis Gedankenkontrolle. Er lebt zusammen mit seinem Großvater.
Hiromi Anzai (安西 裕美) ist Mitarbeiterin von Kōhei bei einem Magazin für Übernatürliche Dinge. Sie ist ziemlich jung, attraktiv und entwickelt scheinbar Gefühle für Seiji Midō.
Ryūhei Midō (御堂 竜平) ist der Großvater von Kōhei und ein mächtiger Geisterkundiger. Er lebt zusammen mit Kōhei und Hazuki und betreibt ein Antiquitätengeschäft. Später entwickelt er eine enge Beziehung zu Elfride.
Elfriede (エルフリーデ, Erufurīde) ist ebenfalls ein Vampir wie Hazuki. Sie wurde ausgeschickt, um Hazuki dazu zu bringen wieder zurück zum Schloss zu gehen, aus dem sie geflüchtet ist. Sie ist eine Dienerin von Graf Kinkell.
Heidi (ハイジ, Haiji) ist der Schutzgeist von Hazuki. Sie ist nur etwa so groß wie eine Puppe und kann sich in eine normale Katze verwandeln.
Kinkell (キンケル, Kinkeru) ist ein Vampir-Graf, welcher den Auftrag hat Hazuki zurück ins Schloss zu bringen.
Hikaru Midō (御堂 光) ist die Cousine von Kōhei und verlobt mit Seiji. Sie versucht ständig ihrer Schwester Kaoru zu helfen von ihrem Verlobten Kōhei mehr beachtet zu werden. Daher versteht sie sich auch nicht gut mit Hazuki. Allerdings verbessert sich ihr Verhältnis mit dem Fortschreiten der Handlung. Da sie dem Midō-Clan angehört, hat sie eine priesterliche Ausbildung erhalten und entsprechende magische Fähigkeiten.
Kaoru Midō (御堂 薫) ist die Zwillingsschwester von Hikaru und Verlobte von Kōhei. Sie ist sensibel sehr still, weswegen Kōhei sie kaum beachtet. Jedoch versucht sie, unterstützt von ihrer Schwester, immer wieder seine Aufmerksamkeit zu bekommen. Sie hat wie ihre Schwester magische Fähigkeiten.
Seiji Midō (御堂 成児) ist ebenfalls ein Mitarbeiter von Kōhei und Hiromi. Er hat Fähigkeiten im Umgang mit übernatürlichen und spirituellen Kräften. Ebenfalls ist er gegenüber den Charm von Hazuki widerstandsfähig, sie kann ihn also nicht mit ihrer Gedankenkontrolle kontrollieren.
Art taucht erst später in der Geschichte auf. Sie ist die kleine Halbschwester von Hazuki. Mit vollem Namen heißt sie Artemis. Sie hasst Hazuki, weil ihr die Aufmerksamkeit ihres Vaters zukam und Art vereinsamte.

## Veröffentlichungen

### Manga
Der Manga erschien von September 1999 bis Januar 2009 im Magazin Comic Gum. Von April 2000 bis März 2009 wurde er in 16 Sammelbänden (Tankōbon) zusammengefasst.
Der Manga ist unter anderem auch in den USA bei Tokyopop erschienen.

### Anime
2004 wurde unter der Regie von Akiyuki Shinbo eine 26-teilige Anime-Fernsehserie produziert. Dabei entwarf Masahiro Aizawa das Charakter-Design und Satoru Kuwabara übernahm die künstlerische Leitung. Tsukuyomi - Moon Phase wurde vom 5. Oktober 2004 bis zum 29. März 2005 kurz nach Mitternacht (und damit am vorherigen Fernsehtag) im Programm des japanischen Fernsehsenders TV Tokyo gezeigt. Um 5 Tage versetzt parallel lief er auch auf TV Ōsaka.
2007 wurde die Serie auf Englisch durch die Sender Anime Selects und AZN Television ausgestrahlt. Außerdem erschien der Anime bei Revelation Films und Madman Entertainment.

### Synchronisation
| Rolle         | Japanischer Synchronsprecher (Seiyū) |
| ------------- | ------------------------------------ |
| Hazuki        | Chiwa Saitō                          |
| Morioka Kōhei | Hiroshi Kamiya                       |
| Anzai Hiromi  | Michiko Neya                         |
| Elfriede      | Yumi Kakazu                          |
| Haiji         | Masami Yamazaki                      |
| Kinkell       | Takashi Matsuyama                    |
| Midō Seiji    | Takahiro Sakurai                     |

### Musik
Das Vorspannlied der Serie Neko Mimi Mode wurde vom griechisch-französischen DJ und Produzenten Dimitri From Paris komponiert und von „Chiwa Saito played Hazuki“ gesungen. Die Episoden 9 und 14 verwendeten Tsuku Yomi Mode vom selben Komponisten und derselben Sängerin hier jedoch als Chiwa Saito played Luna tituliert. Die letzten beiden Episoden besaßen keinen Vorspann. Beide wurden am 21. Oktober 2004 auf einer Single veröffentlicht, die Platz 26 der Oricon-Chart erreichte und 6 Wochen dort verweilte.
Als Abspanntitel wurde hauptsächlich Kanashii Yokan (悲しい予感), getextet und komponiert von Yukari Hashimoto und gesungen von „marianne Amplifier feat. yuka“, verwendet. Die Episoden 1–2, 9, 14 und 19 verwendeten Pressentiment triste, welches eine französischsprachige Fassung von Kanashii Yokan darstellt. Für Episode 7 wurde Nami no Toriko ni naru yō ni (波のトリコになるように) verwendet. Die letzten beiden Episoden verwendeten Neko Mimi Mode im Abspann. Episode 17 besitzt keinen Abspann. Auf der DVD-Veröffentlichung wurde für die 19. Episode statt Pressentiment triste das Stück Just for my love verwendet, das von Katsutoshi Kitagawa komponiert und Eriko Itō getextet wurde, die beide das Duo Round Table bilden. Gesungen wurde es von den „Miko Twins“ d. h. Mai Kadowaki in ihrer Rolle als Hikaru Midō und Miyu Matsuki als Kaoru Midō. Kanashii Yokan wurde am 21. November 2004 ebenfalls als Single veröffentlicht mit Nami no Toriko ni naru yō ni als B-Seite, erreichte jedoch nur Platz 86 und verweilte 3 Wochen.
Der vollständige Soundtrack namens Tsukiyomi – Moon Phase Best Collection: „Zembu, Kikitaku Natchatta…“ (「月詠-MOON PHASE-」 BEST COLLECTION 「全部、聴きたくなっちゃった…。」) wurde am 21. Januar 2005 veröffentlicht. Von diesem existiert zusätzlich noch eine limitierte Ausgabe, die eine zweite CD beinhaltet, welche eine andere Fassung von Neko Mimi Mode sowie 21 Tracks mit etwa vier bis fünf Sekunden langen Sprachschnipseln enthält.